# فلورسیتا کوبیان
فلورسیتا کوبیان (اسپانیایی: Florecita Cobian‎؛ زاده ۱۹۸۴) مدل و خواننده اهل گواتمالا است. او در سال ۲۰۰۳ در کشورش به عنوان دوشیزه گواتمالا انتخاب شد و مقام نخست را کسب کرد. در همان سال، او در مسابقه زیباییدوشیزه جهان که در پاناما برگزار شد، شرکت کرد.